# Cristina Ouviña
Cristina Ouviña Modrego (Saragozza, 18 settembre 1990) è una cestista spagnola.

## Carriera
Con la Spagna ha disputato i Giochi olimpici di Tokyo 2020, i Campionati mondiali del 2018 e tre edizioni dei Campionati europei (2013, 2019, 2021).